# Sainte-Alauzie
Sainte-Alauzie är en kommun i departementet Lot i regionen Occitanien i södra Frankrike. Kommunen ligger i kantonen Castelnau-Montratier som tillhör arrondissementet Cahors. År 2018 hade Sainte-Alauzie 107 invånare.

## Befolkningsutveckling
Antalet invånare i kommunen Sainte-Alauzie
| Referens: INSEE |